# Saint-Placide (Québec)
Saint-Placide è un comune del Canada, situato nella provincia del Québec, nella regione di Laurentides.